# Твенхофел, Уильям Генри
Уильям Хенри Твенхофел (англ. William Henry Twenhofel; 16 апреля 1875, Ковингтон, Кентукки — 4 января 1957, Атланта) — американский геолог, Литолог и палеонтолог, был пионером седиментологии в Соединенных Штатах.

## Биография
Родился 16 апреля 1875 года в семье немецких иммигрантов на ферме в северном Кентукки, недалеко от Ковингтона. Получил профессию учителя, каждую зиму с 1896 по 1904 год преподавал в школах математику, а летом работал, в частности, на железной дороге. С 1902 по 1904 год он учился летом в Национальной Нормальной школе в городе Лебанон в Огайо со степенью бакалавра, а затем преподавал в Торговом колледже Восточного Техаса в Техасе. Там он обратился к геологии и палеонтологии, когда ему пришлось заменить учителя геологии. Однако он был коллекционером окаменелостей с юности, особенно в районе Цинциннати, который богат окаменелостями ордовика.

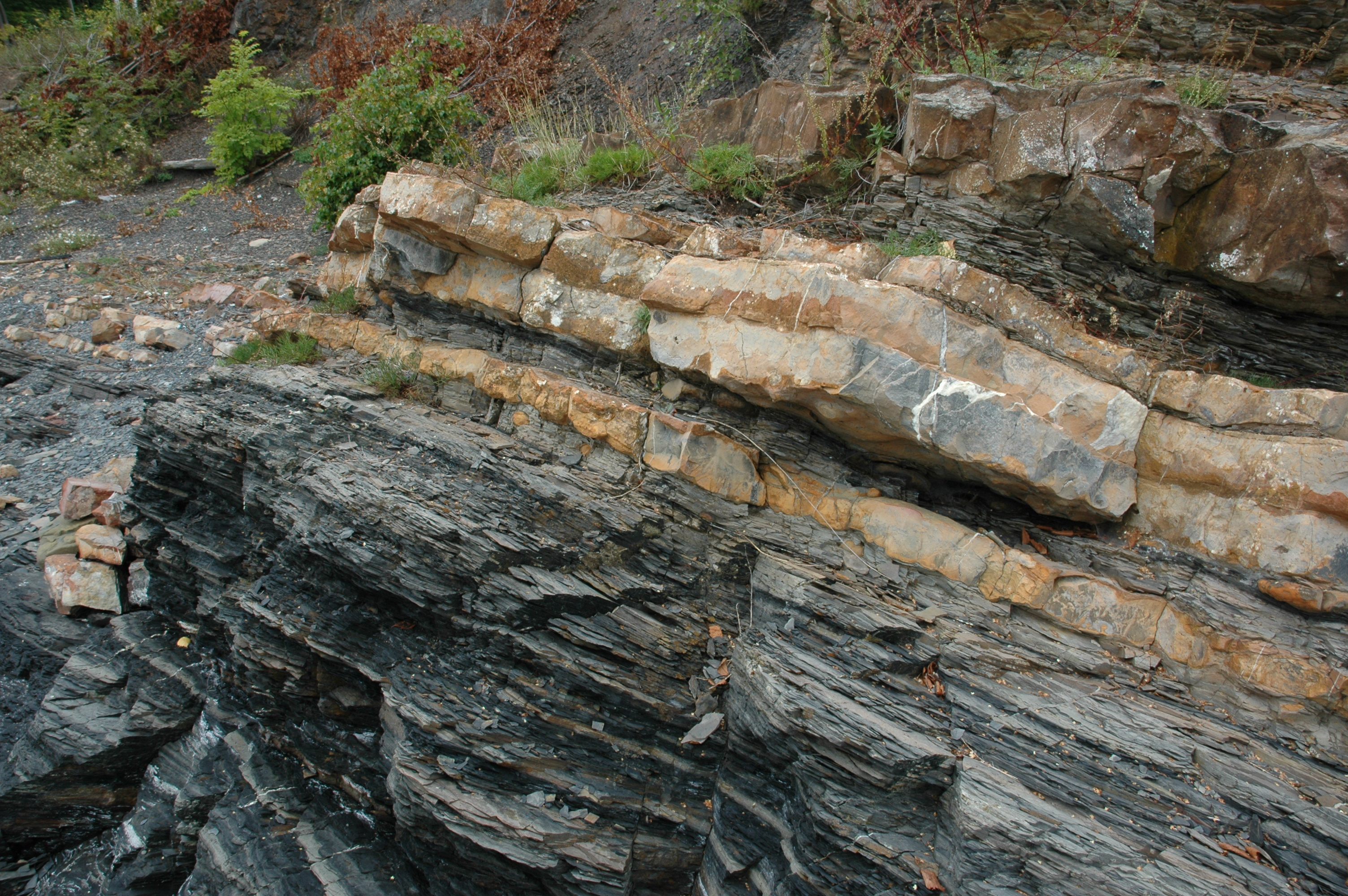
Осадочные горные породы. Известняк на сланце.

С 1907 года продолжил обучение в Йельском университете. В 1912 году он получил докторскую степень по палеонтологии в Йельском университете (у профессора Чарльза Шухерта), защитив диссертацию по морским окаменелостям на ордовикско-силурийской границе из Канады (Anticosti). Как седиментолог, Джозеф Баррелл (1869—1919) был его учителем в Йельском университете. В 1910 году он стал доцентом Канзасского университета, а в 1918 году стал государственным геологом в Канзасе.
С 1916 года он работал в Университете Висконсина, где был профессором до выхода на пенсию в 1945 году.
Он был одним из основоположников седиментологии в США в 1920-х и 1930-х годах, получившей мощный импульс благодаря нефтяной промышленности. Его первая публикация была об образовании черного сланца в 1915 году в результате экспедиции в страны Балтии. В начале Первой мировой войны он был интернирован для полевых исследований в силурийских горах Готланда и временно в Швеции. Он написал монографию, а в 1939 году — учебник по седиментологии.

В 1930-х и 1940-х годах он работал над озерными отложениями, чтобы помочь исследованиям лимнологии в своем университете, а во время Второй мировой войны он изучал черные пески на побережье Орегона для извлечения хрома.
С 1919 по 1949 год он был членом комитета Национального исследовательского совета (NRC) по седиментации, который он возглавлял с 1923 по 1931 год. С 1931 по 1934 год он возглавлял отдел геологии и геофизики ННЦ (в это время он участвовал в формировании комитета по стратиграфии), а с 1934 по 1937 год он был комитетом ННЦ по палеоэкологии.
Общество осадочной геологии (SEPM), которое он помог основать в 1926 году, награждает медалью Уильяма Х. Твенхофеля, учрежденной в его честь . В 1935 году он был президентом SEPM. В 1947 году он получил звание почетного доктора Лёвенского университета. Он был почетным членом Американской ассоциации геологов-нефтяников . В 1930 году он был президентом Палеонтологического общества и вице-президентом Геологического общества Америки .

## Научные труды
- Твенхофел У. Х., Тайлер C.A. Методы изучения отложений. McGraw Hill 1941.
- Твенхофел У. Х. Принципы седиментации. McGraw Hill, 1939, 2-е издание 1950.
- Твенхофел У. Х.Трактат о седиментации. Балтимор, Уильямс и Уилкинс, 1926.
- Твенхофел У. Х., Шрок Р. Р. Принципы палеонтологии беспозвоночных. McGraw Hill, 2-е издание 1953. (первая палеонтология беспозвоночных 1935 г.)
- Твенхофел У. Х.Геология острова Антикости. Оттава, 1927 г.
- Твенхофел У. Х.Происхождение черных песков побережья юго-западного Орегона. Портленд, 1943.
- Твенхофел У. Х.Почва, самый ценный минеральный ресурс, его происхождение, разрушение и сохранение , Портленд, 1944.
- Твенхофел У. Х.Геология и палеонтология островов Минган, Квебек , Нью-Йорк, 1938.